# Energija u Istočnoj Europi
Istočna Europa obuhvaća 10 država: Poljska, Češka, Mađarska, Rumunjska, Slovačka,  Bugarska, Bjelorusija, Ukrajina i Moldavija. Regija ima širok raspon geopolitičkih, zemljopisnih, etničkih, kulturnih i društveno-ekonomskih konotacija. Regija predstavlja značajan dio europske kulture, a poznato je da je "Istočna Europa" bila sinonim za komunističke države koje su činile Istočni blok pod utjecajem Sovjetskog Saveza. Regija ukupno ima oko 281,98 milijuna stanovnika, a zauzima površinu od oko 1.737.968 km² ne uključujući dio Rusije koji se nalazi u Europi.

### Opći statistički podatci

#### Reljef i geografski položaj
Dok su istočne zemljopisne granice Europe dobro definirane, granica između istočne i zapadne Europe nije zemljopisna, već povijesna, vjerska i kulturološka i teže ju je odrediti. Istočna Europa je s istoka ograničena planinskim masivom Urala i rijekom Ural, s juga Kaspijskim jezerom, masivom Kavkaza i Crnim morem, sa zapada Karpatima i Baltičkim morem i sa sjevera Barentsovim morem, te u potpunosti obuhvaća Istočnoeuropsku nizinu. Istočnoeuropska nizina nije u potpunosti ravna, te predstavlja valovitu cjelinu, iz koje se uzdižu nešto prostraniji obronci viših predjela od 200 do 400 metara nadmorske visine, a zauzima 40% kontinenta. Najstariji dio Istočne Europe su rubni djielovi Baltičkog štita. Istočna Europa na svom jugu i jugozapadu ima mlade nabrane planine poput Kavkaza, Krimske gore i Karpata. Na Kavkazu se nalazi najviši vrh Istočne Europe, uz to i cijelog kontinenta, Elbrus, a visok je 5642 m. Masiv Ural odvaja Zapadnosibirsku i Istočnoeuropsku nizinu i obiluje rudama, te na njemu izvire istoimena rijeka Ural koja utječe u Kaspijsko jezero. Ono je najveće euroazijsko jezero, ali se samo djelom nalazi u Europi, dok su najveća jezera Istočne Europe Ladoga i Onega ujedno i najveća u cijeloj Europi. Najduža Europska rijeka je Volga. Izvire u sjeverozapadu središnje europske Rusije na Valdajskom brdu i ulijeva se u Kaspijsko jezero. Duga je 3531 m te je izgradnjom brana i akumulacijskih jezera njenom duljinom omogućena plovidba velikih brodova, iskorištavanje vodne snage te opskrba stanovništva i gospodarstva vodom.

#### Klima
Istočna Europa sadrži eklektičnu skupinu klimatskih sustava, uključujući:
- Subarktički
- Vlažno kontinentalno
- Hladno polusušno
Subarktička klima nastavlja se od Skandinavije do dijelova zapadne Rusije. Ispod nje je vlažna kontinentalna klima, koja najviše obuhvaća cijelu Bjelorusiju, Poljsku, Mađarsku, Slovačku, Češku i Moldaviju, kao i dijelove Rusije, Ukrajine, Rumunjske i Bugarske. Ekspanzivna klima, vlažna kontinentalna zona ima dva glavna podtipa: tip toplog ljeta i tip hladnog ljeta. U toplim ljetnim vlažnim kontinentalnim klimama, ljeta su topla i vlažna, dok su zime blage ili hladne. U hladnoj ljetnoj vlažnoj kontinentalnoj klimi, trendovi temperature i oborine slijede tip toplog ljeta, ali ukupne temperature za svaki mjesec su niže i sveukupno je manje oborina. I listopadno i crnogorično drveće uspijevaju u šumama ovog bioma, a poljoprivreda je bogata i produktivna.
Posljednja je hladna polusuha klima. Kao što naziv implicira, ova klimatska zona je relativno hladna i suha. Može imati topla ljeta i hladne zime ili blaga ljeta i hladne zime. One se također nazivaju stepama, a mogu podržavati samo trave i grmlje zbog niske količine oborina. Iako su stepe češće u Sjevernoj Americi i Aziji, mogu se naći i u Ukrajini i zapadnoj Rusiji.

#### Resursi
Istočna Europa je bogata mnogim prirodnim resursima. Daje oko 18 % ukupne vrijednosti svjetske rudarske proizvodnje. Značajni su rudnici željezne rude, mangana, hroma, lignita, kamenog uglja, zlata, platine, žive, cinka, bakra, boksita, olova, molibdena, nikla, volframa i uranija. Najveće zalihe nafte i zemnog plina se nalaze od Urala do Kaspijskog jezera. Za vrijeme Sovjetskog saveza, ovo područje je bilo okosnica razvoja privrede i industrije. Najvažnije industrijske regije ovog područja su moskovska, sanktpetersburška, kijevska i volgogradska regija. Nakon raspada Sovjetskog saveza nekada jaka privreda i industrija je doživjela ekonomski kolaps, što je istočnoeuropske zemlje učinilo vrlo siromašnim i ekonomski ovisnim o pomoći "Zapada". Tijekom 1990-ih godina, zemlje Istočne Europe su se pretvorile u izvoznice svojih prirodnih resursa, što je omogućilo mnogima enormno bogaćenje, ali i uništenje dotadašnje industrije. Posljednjih godina došlo je do ekonomske stabilizacije, pogotovo Rusije i ponovnog industrijskog rasta. Ukrajina i Rusija uvelike ovise o svojim velikim rezervama prirodnog plina i nafte. Poljska je blagoslovljena znatnim rezervama ugljena, kao i rezervama prirodnog plina, željezne rude i bakra, kao i nekim ograničenim zalihama srebra (i zbog toga je kroz povijest bila meta većih sila). Bugarska proizvodi boksit i bakar. Rusija ima obilje prirodnih resursa. Ima veliki postotak svjetske nafte i prirodnog plina, kao i ogromne rezerve gotovo svih najvažnijih strateških minerala koji se danas cijene. Trgovinom s velikim tržištima Europe na zapadu i Kine na istoku, Rusija danas predstavlja jedan od glavnih faktora svjetske energetske stabilnosti. Sve ovo predstavlja okosnicu budućeg razvoja ove regije. U Moldaviji, Ukrajini i Bjelorusiji, ekonomska situacija je loša, iako postoje manji pomaci, što je vjerojatno uvjetovano njihovom ovisnošću o ruskim energentima.
Makroekonomski podatci
| Makroekonomski podatci za države Istočne Europe | Makroekonomski podatci za države Istočne Europe | Makroekonomski podatci za države Istočne Europe | Makroekonomski podatci za države Istočne Europe | Makroekonomski podatci za države Istočne Europe | Makroekonomski podatci za države Istočne Europe | Makroekonomski podatci za države Istočne Europe |
| Država                                          | Broj stanovnika                                 | Misije CO2 po stanovniku                        | BDP (u bilijunima USD)                          | BDP po stanovniku (USD)                         | Stopa inflacije u %                             | Stopa nezaposlenosti u %                        |
| ----------------------------------------------- | ----------------------------------------------- | ----------------------------------------------- | ----------------------------------------------- | ----------------------------------------------- | ----------------------------------------------- | ----------------------------------------------- |
| Poljska                                         | 37 561 599                                      | 7,4 t                                           | 688,18                                          | 18 321,3                                        | 14,4                                            | 2,6                                             |
| Rumunjska                                       | 18 956 666                                      | 3,6 t                                           | 301,26                                          | 15 892,1                                        | 13,8                                            | 5,4                                             |
| Rusija                                          | 143 555 736                                     | 11,2 t                                          | 2240000                                         | 15 345,1                                        | 6,7                                             | 4,7                                             |
| Ukrajina                                        | 38 000 000                                      | 3,8 t                                           | 160,5                                           | 4 534,0                                         | 20,2                                            | 9,8                                             |
| Bjelorusija                                     | 9 208 701                                       | 5,8 t                                           | 72,79                                           | 7 904,9                                         | 15,2                                            | 4,2                                             |
| Slovačka                                        | 5 431 752                                       | 5,3 t                                           | 115,47                                          | 21 258,1                                        | 15,8                                            | 6,1                                             |
| Mađarska                                        | 9 683 505                                       | 4,6 t                                           | 178,79                                          | 18 463,2                                        | 14,6                                            | 3,4                                             |
| Češka                                           | 10 526 073                                      | 8,3 t                                           | 290,92                                          | 27 638,4                                        | 15,1                                            | 2,4                                             |
| Moldavija                                       | 2 592 477                                       | 3,3 t                                           | 14,42                                           | 5 562,6                                         | 28,7                                            | 2,3                                             |
| Bugarska                                        | 6 465 097                                       | 4,9 t                                           | 89,04                                           | 13 772,5                                        | 15,3                                            | 4,4                                             |

## Proizvodnja primarne energije
Primarna energija je energija koja se nalazi u prirodi prije bilo kakvog oblika pretvorbe ili prerade. U primarnu energiju ubrajamo sunčevu energiju, energiju vjetra, hidroenergiju, toplinska energija geotermalnih izvora, kemijski potencijal fosilnih goriva. Primarna energija može se podijeliti prema izvorima iz kojih potječe.

##### Neobnovljivi izvori energije
U neobnovljive izvore energije ubrajaju se fosilna goriva - nafta, ugljen i plin te nuklearna energija.
Proces nastanka fosilnih goriva odvija se kroz millijune godina. Ugljikovodici koji čine fosilna goriva nastaju vrlo sporo, a ljudska potrošnja znatno nadmašuje brzinu kojom se nova fosilna goriva formiraju u prirodi.

##### Obnovljivi izvori energije
Sunčeva energija, vjetroenergija, hidroenergija, biomasa, geotermalna energija i energija mora neki su od obnovljivih izvora energije. Obnavljaju se prirodno ili imaju gotovo neiscrpne izvore (sunčeva energija). Sunčeva energija i vjetar često se smatraju ključnim obnovljivim izvorima energije na globalnoj razini, zbog njihove široke dostupnosti i potencijala za proizvodnju električne energije.
Korištenje obnovljive energije ima za cilj smanjiti ovisnost o fosilnim gorivima, smanjiti emisije stakleničkih plinova i doprinijeti održivijem energetskom sustavu.
| Proizvodnja primarne energije [TJ] | Proizvodnja primarne energije [TJ] | Proizvodnja primarne energije [TJ] | Proizvodnja primarne energije [TJ] | Proizvodnja primarne energije [TJ] | Proizvodnja primarne energije [TJ] | Proizvodnja primarne energije [TJ] | Proizvodnja primarne energije [TJ] |
|                                    | Nafta                              | Prirodni plin                      | Ugljen                             | Hidro                              | Obnovljivi                         | Nuklearna                          | Ukupno                             |
| ---------------------------------- | ---------------------------------- | ---------------------------------- | ---------------------------------- | ---------------------------------- | ---------------------------------- | ---------------------------------- | ---------------------------------- |
| Bugarska                           | 0                                  | 1 105                              | 196 723                            | 17 349                             | 124 138                            | 179 821                            | 507 772                            |
| Bjelorusija                        | 71 594                             | 5 865                              | -                                  |                                    |                                    |                                    | 186.312                            |
| Češka                              | 3 570                              | 6 987                              | 438 574                            | 8 670.672                          | 235 150                            | 319 940                            | 1 020 575                          |
| Rumunjska                          | 129 868                            | 319 885                            | 125 867                            | 62 683                             | 256 386                            | 119 993.7                          | 961 809                            |
| Poljska                            | 37 875                             | 139 834                            | 1 760 224                          | 8 421                              | 535 755                            | 0                                  | 2 516 569                          |
| Moldavija                          | 205                                | 1.620                              | 0                                  | 244.8                              | 31 678                             | 0                                  | 31 885                             |
| Slovačka                           | 214.6                              | 2 044                              | 11 395                             | 15 329                             | 98 432                             | 169 610                            | 291 065                            |
| Ukrajina                           | 70 471                             | 663 850                            | 531 292                            | 27 230                             | 212 261                            | 840 416                            | 2 391 538                          |
| Rusija                             | 23 916 007                         | 28 078 203                         | 11 070 702                         | -                                  | 2 110 111                          | 2 532 134                          | 48 641 242                         |
| Mađarska                           | 36 825.8                           | 49 337                             | 32 367                             | 763                                | 143 738                            | 168 895.5                          | 445 976                            |

##### Fosilna goriva
Nafta, ugljen i prirodni plin zbog bogatih prirodnih resursa ove regije još uvijek predstavalju vodeće izvore primarne energije. Sama Rusija je treći najveći proizvođač nafte u svijetu te drugi najveći proizvođač prirodnog plina. Također ima najveće rezerve prirodnog plina u svijetu. U 2021. godini Rusija je proizvela količinu nafte koja je činila 14% svjetske zalihe. Najviše proizvodnih pogona nalazi se u Istočnom i Zapadnom Sibiru. Najpoznatiji proizvođači prirodnog plina su Gazprom i Novatek, a nafte Rosneft,koja je u vlasništvu države i LUKOIL koja je u privatnom vlasništvu. Velik značaj imaju i naftovodi koji iz Rusije naftu dovode direktno u rafinerije u Istočnoj i Srednjoj Europi te u Aziji. Najveći svjetski naftovod je Druzhba, duljine 5.500 km koji dovodi naftu u rafinerije u Istočnoj i Srednjoj Europi.

##### Razvoj obnovljive energije
Države ove regije još uvijek ne investiraju dovoljno u ravoj tehnologije za obnovljivu energiju. Predviđa se da će troškovi generiranja energije iz konvencionalnih izvora sve više rasti radi povećanja cijene CO2  te radi ostalih sigurnosnih regulacija (kod nukelarnih elektrana). S druge strane, cijena solarne i energije vjetra sve će više padati zbog širenja tržišta i razvoja tehnologije. Da se zaključiti da će obnovljivi izvori energije postati jeftinija alternativa za fosilna goriva.
Klimatski uvjeti u Mađarskoj, Rumunjskoj i Bugarskoj pogodni su za razvijanje solarne energije. Ukupna potencijalna godišnja proizvodnja električne energije iz fotonaponskih ćelija mogla bi biti i 1.5 veća nego u Njemačkoj ili Ujedinjenom Kraljevstvu.  S druge strane, Rumunjska raspolaže velikim potencijalima hidroenergije te uz Češku i Poljsku ima predispozicije za razvoj vjetroenergije. Prva geotermalna termoelektrana u Mađarskoj spojena je na mrežu 2017. te se očekuje daljnji razvoj u smjeru geotermalne energije.

## Uvoz i izvoz energije
Uvoz energije odnosi se na dovođenje energenata iz vanjskih izvora kako bi se zadovoljile energetske potrebe države. Najčešći razlozi uvoza energije su nedovoljna domaća proizvodnja, troškovi i prijenos energenata. Mnoge države Istočne Europe su prisiljene uvoziti energente, a najveći uvoznici su Poljska, Ukrajina, Bjelorusija, Češka i Mađarska, što se vidi u tablici 1. UVOZ energenata prema podatcima Međunarodne agencije za energiju iz 2020. godine.
| Tablica 1. UVOZ enerergenata prema podatcima IEA-a za 2020. godinu (u TJ) |         |              |                 |               |                     |               |
|                                                                           | Ugljen  | Sirova nafta | Naftni derivati | Prirodni plin | Električna energija | Ukupno (u PJ) |
| Bjelorusija                                                               | 58 298  | 668 716      | 3 475           | 696 631       | 15 397              | 893.0         |
| Bugarska                                                                  | 17 093  | 203 416      | 90 852          | 113 217       | 13 344              | 291.1         |
| Češka                                                                     | 116 838 | 258 493      | 174 003         | 291 223       | 48 125              | 654.0         |
| Mađarska                                                                  | 38 701  | 255 395      | 131 549         | 473 860       | 69 034              | 619.6         |
| Moldavija                                                                 | 3 350   | -            | 40 080          | 101 636       | 601                 | 146.5         |
| Poljska                                                                   | 323 980 | 1 042 756    | 673 201         | 673 201       | 74 247              | 1 833.4       |
| Rumunjska                                                                 | 32 769  | 296 151      | 116 121         | 79 480        | 29 706              | 453.0         |
| Rusija                                                                    | 610 104 | -            | 64 093          | 343 522       | 12 989              | -             |
| Slovačka                                                                  | 84 494  | 236 764      | 67 659          | 167 459       | 47 840              | 387.7         |
| Ukrajina                                                                  | 462 059 | 52 155       | 416 344         | 343 593       | 9 791               | 1 297.9       |

Izvoz energije odnosi se na odvođenje energenata iz države koja ih proizvodi u države kojima nedostaju. Razlozi izvoza su višak proizvodnje, ekonomska dobit i diplomatski razlozi. Daleko najveći izvoznik energenata u Istočnoj Europi je Rusija, što se vidi u tablici 2. IZVOZ energenata prema podatcima Međunarodne agencije za energiju iz 2020. godine. Najveći dio svojih sirovina izvozi Kini (1.6 miliona bdp-a), a zemljama Europe sveukupno izvozi 2.4 miliona bdp-a.
| Tablica 2. IZVOZ energenata prema podatcima IEA-a za 2020. godinu (u TJ) |           |              |                 |               |                     |               |
|                                                                          | Ugljen    | Sirova nafta | Naftni derivati | Prirodni plin | Električna energija | Ukupno (u PJ) |
| Bjelorusija                                                              | 40 797    | 50 953       | 374 426         | -             | 17 197              | -             |
| Bugarska                                                                 | 489       | -            | 119 141         | 401           | 25 613              | -             |
| Češka                                                                    | 50 553    | -            | 74 106          | -             | 84 675              | -             |
| Mađarska                                                                 | 7 913     | 8 332        | 120 245         | 165 534       | 26 996              | -             |
| Moldavija                                                                | -         | 180          | -               | -             | -                   | -             |
| Poljska                                                                  | 318 253   | 8 311        | 192 842         | 53 833        | 26 485              | -             |
| Rumunjska                                                                | 29        | 375          | 179 937         | 5 310         | 19 654              | -             |
| Rusija                                                                   | 5 617 135 | 9 827 341    | 5 094 649       | 9 128 691     | 44 186              | 28 010.6      |
| Slovačka                                                                 | 1 340     | 84           | 150 222         | 52 453        | 46 692              | -             |
| Ukrajina                                                                 | 1 623     | 3 349        | 9 822           | -             | 18 503              |               |

Rusija je jedina država Istočne Europe koja više energenata izvozi nego uvozi. Tome su zaslužni njen geografski položaj i bogatstvo prirodnim resursima kao što su prirodni plin, nafta i ugljen. Najmanji uvoznik i izvoznik energije je Moldavija. Osim što ima znatno manji broj stanovnika od ostalih država Istočne Europe, moldavijine količine uvezene energije su malene zbog lošeg geografskog položaja i ekonomskog statusa, a energiju ne izvozi zbog nedostatka resursa te činjenice da ne može pokriti ni vlastite potrebe.

## Ukupna opskrba energije
U Istočnoj Europi najveći dio ukupne opskrbe energijom dobiva se iz primarne energije. Od kojih prevladavaju ugljen i prirodni plin kao najveći opskrbljivači energije. Rusija je u ovoj regiji daleko najveća zemlja te samim time i očekivano najveći opskrbljivač energije.
U tablici je prikazana opskrba svih zemalja Istočne Europe podijeljena po izvoru iz kojeg je energija dobivena prema podacima IEA-e (International Energy Agency) iz 2020. godine.
| Tablica ukupne opskrbe energijom IE prema podacima IEA-e iz 2020. godine | Tablica ukupne opskrbe energijom IE prema podacima IEA-e iz 2020. godine | Tablica ukupne opskrbe energijom IE prema podacima IEA-e iz 2020. godine | Tablica ukupne opskrbe energijom IE prema podacima IEA-e iz 2020. godine | Tablica ukupne opskrbe energijom IE prema podacima IEA-e iz 2020. godine | Tablica ukupne opskrbe energijom IE prema podacima IEA-e iz 2020. godine | Tablica ukupne opskrbe energijom IE prema podacima IEA-e iz 2020. godine | Tablica ukupne opskrbe energijom IE prema podacima IEA-e iz 2020. godine | Tablica ukupne opskrbe energijom IE prema podacima IEA-e iz 2020. godine |
| ------------------------------------------------------------------------ | ------------------------------------------------------------------------ | ------------------------------------------------------------------------ | ------------------------------------------------------------------------ | ------------------------------------------------------------------------ | ------------------------------------------------------------------------ | ------------------------------------------------------------------------ | ------------------------------------------------------------------------ | ------------------------------------------------------------------------ |
|                                                                          | Ugljen                                                                   | Prirorodni plin                                                          | Nuklearna                                                                | Hidro                                                                    | Vjetar, solarna                                                          | Biomasa                                                                  | Nafta                                                                    | Ukupno                                                                   |
|                                                                          | (TJ)                                                                     | (TJ)                                                                     | (TJ)                                                                     | (TJ)                                                                     | (TJ)                                                                     | (TJ)                                                                     | (TJ)                                                                     | (TJ)                                                                     |
| Bjelorusija                                                              | 35 862                                                                   | 631 512                                                                  | 3687                                                                     | 1436                                                                     | 1332                                                                     | 73 153                                                                   | 304 897                                                                  | 1 050 080                                                                |
| Bugarska                                                                 | 174 633                                                                  | 105 304                                                                  | 182 030                                                                  | 10 153                                                                   | 13 291                                                                   | 81 418                                                                   | 174 068                                                                  | 731 055                                                                  |
| Češka                                                                    | 508 872                                                                  | 304 636                                                                  | 328 531                                                                  | 7718                                                                     | 11 539                                                                   | 200 888                                                                  | 356 107                                                                  | 1 682 356                                                                |
| Mađarska                                                                 | 70 490                                                                   | 366 947                                                                  | 175 649                                                                  | 878                                                                      | 21 252                                                                   | 113 255                                                                  | 308 659                                                                  | 1 099 168                                                                |
| Moldavija                                                                | 3246                                                                     | 91 620                                                                   | -                                                                        | 994                                                                      | 198                                                                      | 27 616                                                                   | 39 198                                                                   | 163 473                                                                  |
| Poljska                                                                  | 1 711 033                                                                | 716 234                                                                  | -                                                                        | 7626                                                                     | 68 358                                                                   | 498 522                                                                  | 1 210 212                                                                | 4 260 205                                                                |
| Rumunjska                                                                | 146 512                                                                  | 401 310                                                                  | 125 088                                                                  | 55 372                                                                   | 32 179                                                                   | 175 006                                                                  | 400 693                                                                  | 1 346 203                                                                |
| Rusija                                                                   | 4 799 311                                                                | 17 111 262                                                               | 2 367 679                                                                | 765 311                                                                  | 16 003                                                                   | 433 078                                                                  | 6 270 165                                                                | 38 751 544                                                               |
| Slovačka                                                                 | 96 547                                                                   | 171 165                                                                  | 170 328                                                                  | 16 261                                                                   | 3131                                                                     | 78 172                                                                   | 155 988                                                                  | 692 812                                                                  |
| Ukrajina                                                                 | 956 561                                                                  | 998 296                                                                  | 837 111                                                                  | 27 230                                                                   | 33 264                                                                   | 177 631                                                                  | 592 119                                                                  | 3 615 846                                                                |

## 5. Proizvodnja električne energije
Proizvodnja električne energije definirana je kao električna energija proizvedena iz fosilnih goriva, nuklearnih elektrana, hidroelektrana, geotermalnih sustava, solarnih panela, biogoriva, vjetra itd.
U proizvodnji električne energije u Istočnoj Europi kao energenti dominiraju ugljen, zemni plin, nafta i hidroenergija. Energija vjetra i solarna energija široko se koriste, ali imaju relativno mali udio u ukupnoj proizvodnji. Poljska je vodeća u regiji po proizvodnji električne energije iz vjetroenergije, a Ukrajina iz solarne energije. Najveći proizvođač električne energije u regiji je očekivano Rusija, koja većinu svoje proizvodnje dobiva iz gore navedenih dominantnih energenata.
| Proizvodnja električne energije po energentima za 2020. godinu [ GWh ] | Proizvodnja električne energije po energentima za 2020. godinu [ GWh ] | Proizvodnja električne energije po energentima za 2020. godinu [ GWh ] | Proizvodnja električne energije po energentima za 2020. godinu [ GWh ] | Proizvodnja električne energije po energentima za 2020. godinu [ GWh ] | Proizvodnja električne energije po energentima za 2020. godinu [ GWh ] | Proizvodnja električne energije po energentima za 2020. godinu [ GWh ] | Proizvodnja električne energije po energentima za 2020. godinu [ GWh ] | Proizvodnja električne energije po energentima za 2020. godinu [ GWh ] | Proizvodnja električne energije po energentima za 2020. godinu [ GWh ] | Proizvodnja električne energije po energentima za 2020. godinu [ GWh ] | Proizvodnja električne energije po energentima za 2020. godinu [ GWh ] | Proizvodnja električne energije po energentima za 2020. godinu [ GWh ] |
|                                                                        | Nafta                                                                  | Ugljen                                                                 | Zemni plin                                                             | Nuklearna                                                              | Hidro                                                                  | Vjetro                                                                 | Solarna                                                                | Biogoriva                                                              | Otpad                                                                  | Geotermalna                                                            | Ostalo                                                                 | Ukupno                                                                 |
| ---------------------------------------------------------------------- | ---------------------------------------------------------------------- | ---------------------------------------------------------------------- | ---------------------------------------------------------------------- | ---------------------------------------------------------------------- | ---------------------------------------------------------------------- | ---------------------------------------------------------------------- | ---------------------------------------------------------------------- | ---------------------------------------------------------------------- | ---------------------------------------------------------------------- | ---------------------------------------------------------------------- | ---------------------------------------------------------------------- | ---------------------------------------------------------------------- |
| Bjelorusija                                                            | 2 132                                                                  | 31                                                                     | 34 686                                                                 | -                                                                      | 399                                                                    | 194                                                                    | 176                                                                    | 578                                                                    | 14                                                                     | -                                                                      | -                                                                      | 38 210                                                                 |
| Bugarska                                                               | 299                                                                    | 13 533                                                                 | 2 292                                                                  | 16 626                                                                 | 3 320                                                                  | 1 477                                                                  | 1 481                                                                  | 1 698                                                                  | 5                                                                      | -                                                                      | 36                                                                     | 40 767                                                                 |
| Češka                                                                  | 89                                                                     | 32 686                                                                 | 6 848                                                                  | 30 043                                                                 | 3 437                                                                  | 699                                                                    | 2 287                                                                  | 5 095                                                                  | 213                                                                    | -                                                                      | 188                                                                    | 81 585                                                                 |
| Mađarska                                                               | 45                                                                     | 3 826                                                                  | 9 091                                                                  | 16 055                                                                 | 244                                                                    | 655                                                                    | 2 459                                                                  | 1 988                                                                  | 408                                                                    | 16                                                                     | 143                                                                    | 34 930                                                                 |
| Moldavija                                                              | 1                                                                      | -                                                                      | 5 820                                                                  | -                                                                      | 276                                                                    | 51                                                                     | 4                                                                      | 29                                                                     | -                                                                      | -                                                                      | -                                                                      | 6 181                                                                  |
| Poljska                                                                | 1 750                                                                  | 109 370                                                                | 17 288                                                                 | -                                                                      | 2 937                                                                  | 15 800                                                                 | 1 958                                                                  | 8 168                                                                  | 678                                                                    | -                                                                      | 94                                                                     | 158 043                                                                |
| Rumunjska                                                              | 600                                                                    | 9 482                                                                  | 9 460                                                                  | 11 466                                                                 | 15 701                                                                 | 6 945                                                                  | 1 733                                                                  | 547                                                                    | -                                                                      | -                                                                      | -                                                                      | 55 934                                                                 |
| Rusija                                                                 | 7 489                                                                  | 176 035                                                                | 468 752                                                                | 215 745                                                                | 214 388                                                                | 1 241                                                                  | 2 022                                                                  | -                                                                      | 3 573                                                                  | 421                                                                    | -                                                                      | 1 089 666                                                              |
| Slovačka                                                               | 408                                                                    | 2 205                                                                  | 3 576                                                                  | 15 444                                                                 | 4 799                                                                  | 4                                                                      | 663                                                                    | 1 630                                                                  | 87                                                                     | -                                                                      | 31                                                                     | 28 847                                                                 |
| Ukrajina                                                               | 252                                                                    | 40 053                                                                 | 14 195                                                                 | 76 203                                                                 | 7 564                                                                  | 3 271                                                                  | 5 969                                                                  | 755                                                                    | -                                                                      | -                                                                      | 144                                                                    | 148 406                                                                |

Unatoč nastojanjima da se smanji upotreba fosilnih goriva, činjenica da je Istočna Europa bogata izvorima istih rezultira njihovim najvećim udjelom u ukupnoj proizvodnji električne energije.
Hidroenergija je prisutna u svim zemljama, ali je u većini slučajeva njezina uloga u proizvodnji električne energije sekundarna u odnosu na druge energente. Rusija je najveći proizvođač hidroenergije po instaliranom kapacitetu i godišnjoj proizvodnji, ali je ta hidroenergija u vidu proizvodnje električne energije ipak potisnuta termoenergijom iz fosilnih goriva. U Slovačkoj je hidroenergija vodeći izvor energije u smislu instaliranog kapaciteta, ali čini znatno manji udio u proizvodnji od nuklearne energije. Doprinos hidroenergije u Bjelorusiji, Mađarskoj i Moldaviji je relativno mali. Važan problem s kojim se suočavaju hidroelektrane u Istočnoj Europi je starost postojećih brana i hidroenergetske strukture jer su mnoge izgrađene prije nekoliko desetljeća i sve više nose rizik od pojave kvara.
Poljska ima daleko najveći instalirani kapacitet vjetroenergije i to na kopnenim vjetroelektranama, a slijede je Rumunjska i Ukrajina.
Poljska je 2022. imala najveći instalirani kapacitet solarne energije u Istočnoj Europi (12,4 GW). Slijedile su je Mađarska i Češka. Prema ambicioznom scenariju, solarni instalirani kapacitet Poljske mogao bi premašiti 30 GW 2030. godine.
U Istočnoj Europi smatraju da je nuklearna energija sigurna pa tako nuklearni reaktori proizvode oko 50% električne energije u Mađarskoj, Slovačkoj i Ukrajini.

## Finalna potrošnja
Finalna potrošnja energije predstavlja energiju koju koriste krajnji potrošači (kao što su kućanstva, transport, industrija itd.) za sve energetske namjene. Finalna potrošnja energije u EU polako se povećavala od 1994. dok nije dosegla najveću vrijednost od 41 447 Mtoe 2006. Do 2021. potrošnja finalne energije smanjila se sa svoje vrhunske razine za 5,1 %. Između 1990. i 2021. količina i udio krutih fosilnih goriva u finalnoj potrošnji energije su značajno pali (s 9,6 % 1990. na 2,0 % 2021.), dok su obnovljivi izvori energije povećali su svoj udio u ukupnom iznosu, krećući se s 4,3 % u 1990. na 11,8 % u 2021. Prirodni plin ostao je prilično stabilan tijekom ovog razdoblja, u rasponu od 18,8 % (1990.) do 22,6 % (2021.).
U strukturi finalne potrošnje energije u 2021. najveći udio imali su nafta i naftni derivati (34,8 %), a zatim električna energija (22,8 %).
U narednoj tablici nalaze se podatci finalne potrošnje energije za države Istočne Europe izražene u Mtoe (Millions of tonnes of oil equivalent). To je jedinica energije koja se koristi za opisivanje energetskog sadržaja svih goriva, obično u vrlo velikom opsegu.
Iz tabličnih podataka se može primijetiti da Rusija ima najveću finalnu potrošnju energije, ali i finalnu potrošnju energije po stanovniku koja je gotovo duplo veća od europskog prosjeka. U Moldaviji finalna potrošnja po stanovniku iznosi 1.5 Mtoe što je približno duplo manje od prosjeka u EU.
| Finalna potrošnja energije država Istočne Europe za 2021. godinu izražene u Mtoe | Finalna potrošnja energije država Istočne Europe za 2021. godinu izražene u Mtoe | Finalna potrošnja energije država Istočne Europe za 2021. godinu izražene u Mtoe | Finalna potrošnja energije država Istočne Europe za 2021. godinu izražene u Mtoe | Finalna potrošnja energije država Istočne Europe za 2021. godinu izražene u Mtoe | Finalna potrošnja energije država Istočne Europe za 2021. godinu izražene u Mtoe | Finalna potrošnja energije država Istočne Europe za 2021. godinu izražene u Mtoe | Finalna potrošnja energije država Istočne Europe za 2021. godinu izražene u Mtoe | Finalna potrošnja energije država Istočne Europe za 2021. godinu izražene u Mtoe | Finalna potrošnja energije država Istočne Europe za 2021. godinu izražene u Mtoe |
| Poljska                                                                          | Bjelorusija                                                                      | Slovačka                                                                         | Ukrajina (2018.)                                                                 | Rumunjska                                                                        | Mađarska                                                                         | Bugarska                                                                         | Rusija                                                                           | Moldavija                                                                        | Češka                                                                            |
| -------------------------------------------------------------------------------- | -------------------------------------------------------------------------------- | -------------------------------------------------------------------------------- | -------------------------------------------------------------------------------- | -------------------------------------------------------------------------------- | -------------------------------------------------------------------------------- | -------------------------------------------------------------------------------- | -------------------------------------------------------------------------------- | -------------------------------------------------------------------------------- | -------------------------------------------------------------------------------- |
| 75.2                                                                             | 27                                                                               | 11,4                                                                             | 51,5                                                                             | 25,4                                                                             | 19,2                                                                             | 10,3                                                                             | 811                                                                              | 3,9                                                                              | 26,2                                                                             |

Većina država ima finalnu potrošnju energije manju od prosjeka Europske Unije. Finalna potrošnja po stanovniku Poljske je 2.8 Mtoe, što je za 6 % manje od prosjeka EU, uključujući 4100 kWh električne energije po stanovniku (26 % manje od prosjeka EU). Sličnu finalnu potrošnju po stanovniku ima Bjelorusija s 2.9 Mtoe, uključujući 3700 kWh potrošnje električne energije, Mađarska s 2.7 Mtoe i 4400 kWh te Bugarska s 2.9 Mtoe i 4600 kWh. Države Istočne Europe koje imaju najnižu finalnu potrošnju energije po stanovniku su Ukrajina ( 1.7 Mtoe), Rumunjska (1.7 Mtoe i 2400 kWh) i Moldavija (već spomenutih 1.5 Mtoe i 2000 kWh). Vrijednosti potrošnji ovih država što finalne što potrošnje električne energije su čak preko 50 % manje od Europskog prosjeka.
Države koje imaju veću prosječnu finalnu potrošnju po stanovniku u odnosu na EU su Rusija, Češka i Slovačka. Finalna potrošnja po stanovniku Rusije je 5.8 Mtoe i 6 623 kWh što je skoro 50 % više u odnosu na europski prosjek. Nekoliko godina je bilježila trend povećavanja potrošnje energije da bi u 2022. pao prosjek za 1.4 % u odnosu na 2021. godinu. Finalna potrošnja po stanovniku Češke iznosi 4.1 Mtoe (38 % više u odnosu na EU) i 5 600 kWh električne energije, što odgovara europskom prosjeku. Slovačka, s druge strane, ima finalnu potrošnju po stanovniku 3.3 Mtoe što je malo više od prosjeka, no zato je potrošnja električne energije od 4900 kWh za 14 % manja.

### 6.1 Sektorska potrošnja
| Konačna potrošnja energije po sektoru (u TJ) (prema podacima IEA-a za 2020. godinu) | Konačna potrošnja energije po sektoru (u TJ) (prema podacima IEA-a za 2020. godinu) | Konačna potrošnja energije po sektoru (u TJ) (prema podacima IEA-a za 2020. godinu) | Konačna potrošnja energije po sektoru (u TJ) (prema podacima IEA-a za 2020. godinu) | Konačna potrošnja energije po sektoru (u TJ) (prema podacima IEA-a za 2020. godinu) | Konačna potrošnja energije po sektoru (u TJ) (prema podacima IEA-a za 2020. godinu) | Konačna potrošnja energije po sektoru (u TJ) (prema podacima IEA-a za 2020. godinu) | Konačna potrošnja energije po sektoru (u TJ) (prema podacima IEA-a za 2020. godinu) | Konačna potrošnja energije po sektoru (u TJ) (prema podacima IEA-a za 2020. godinu) |
|                                                                                     | Industrija                                                                          | Prijevoz                                                                            | Stanovanje                                                                          | Komercijalne i javne djelatnosti                                                    | Poljoprivreda i šumarstvo                                                           | Ribarstvo                                                                           | Neenergetska upotreba                                                               | Nespecificirano                                                                     |
| ----------------------------------------------------------------------------------- | ----------------------------------------------------------------------------------- | ----------------------------------------------------------------------------------- | ----------------------------------------------------------------------------------- | ----------------------------------------------------------------------------------- | ----------------------------------------------------------------------------------- | ----------------------------------------------------------------------------------- | ----------------------------------------------------------------------------------- | ----------------------------------------------------------------------------------- |
| Poljska                                                                             | 669909                                                                              | 910505                                                                              | 871809                                                                              | 312927                                                                              | 161026                                                                              | 51                                                                                  | 246957                                                                              | 5                                                                                   |
| Slovačka                                                                            | 134354                                                                              | 105057                                                                              | 113355                                                                              | 45856                                                                               | 5547                                                                                | -                                                                                   | 50520                                                                               | -                                                                                   |
| Bjelorusija                                                                         | 175091                                                                              | 154200                                                                              | 208873                                                                              | 80058                                                                               | 45500                                                                               | 51                                                                                  | 117863                                                                              | -                                                                                   |
| Ukrajina                                                                            | 668051                                                                              | 335454                                                                              | 569456                                                                              | 203604                                                                              | 69495                                                                               | 78                                                                                  | 154024                                                                              | -                                                                                   |
| Rumunjska                                                                           | 260103                                                                              | 271019                                                                              | 334105                                                                              | 76494                                                                               | 22177                                                                               | 7                                                                                   | 54022                                                                               | 8454                                                                                |
| Mađarska                                                                            | 186166                                                                              | 185913                                                                              | 249362                                                                              | 83532                                                                               | 29323                                                                               | 143                                                                                 | 96905                                                                               | 1580                                                                                |
| Bugarska                                                                            | 110796                                                                              | 134619                                                                              | 99740                                                                               | 40542                                                                               | 7875                                                                                | 34                                                                                  | 19681                                                                               | -                                                                                   |
| Rusija                                                                              | 6001598                                                                             | 3785808                                                                             | 5759742                                                                             | 1595215                                                                             | 355228                                                                              | 26727                                                                               | 3662927                                                                             | 67                                                                                  |
| Moldavija                                                                           | 20168                                                                               | 28135                                                                               | 53867                                                                               | 10719                                                                               | 5420                                                                                | -                                                                                   | 3044                                                                                | 713                                                                                 |
| Češka                                                                               | 273724                                                                              | 264586                                                                              | 291232                                                                              | 124097                                                                              | 26582                                                                               | 38                                                                                  | 100144                                                                              | 1943                                                                                |

Kao što se može vidjeti iz tablice, Rusija prednjači u potrošnji finalne energije u svim sektorima, što nije začuđujuće s obzirom na puno brojnije stanovništvo, razvijenu industriju, tj. najrazvijeniju među bivšim članicama SSSR-a i samu površinu države što zahtjeva prometnu povezanost čiji je rezultat velika potreba za energijom u istom sektoru. Slijedi ju Poljska.
Zanimljivo je da rusko ribarstvo zauzima 3. mjesto u svijetu po veličini, iza Japana i Kine.

Konačna neenergetska potrošnja uključuje količine primarnih ili izvedenih fosilnih goriva koja nisu izgorjela, ali su korištena zbog svojih kemijskih svojstava. Na primjer, ovo uključuje bitumen koji se koristi kao površina za ceste, maziva i prirodni plin koji se koristi kao sirovina u kemijskoj i petrokemijskoj industriji. Biogoriva koja se koriste u neenergetske svrhe isključena su iz obuhvata energetske statistike.